# 美丽葡萄
美丽葡萄（学名：Vitis bellula）是葡萄科葡萄属的植物，是中国的特有植物。分布于中国大陆的湖北、四川等地，生长于海拔1,300米至1,600米的地区，一般生于山坡林缘及灌丛中。

## 别名
小叶毛葡萄（中国树木分类学）